# بولس بيروجيا
بولس بيروجيا أو بوسين (بالإنجليزية: Paulus Perusinus or Pusinus)‏ مؤلف أساطير إيطالي من القرن الرابع عشر. كان أمين مكتبة في خدمة الملك روبرت ملك صقلية والقدس (روبرت الحكيم)، ومحققًا شاملاً في الكتب الأجنبية وصديقًا مقربًا لبرعام من سيمينارا، سيد بوكاتشيو. ينسب إلى بولس أطروحة موسعة بعنوان " المجموعات" التي فُقدت بعد وفاته. يثني بوكاتشيو على عمل بولس، لا سيما عندما يقتبس من ثيودونتيوس.